# 아이 엠 브래드
아이 엠 브래드(I Am Bread)는 2015년 4월 9일 보사 스튜디오(Bossa Studios)에서 출시한 플랫폼 비디오 게임이다. 이 게임은 마이크로소프트 윈도우, OS X, iOS, 플레이스테이션 4, 우야, 엑스박스 원, 안드로이드 (운영체제)에서 사용할 수 있다. 2020년 1월 구글 플레이에서 제거되었다. 게임 플레이에는 표면에 달라붙어 퍼즐을 풀고 토스터에 도달하는 등 다양한 능력을 사용하는 것이 포함된다. 그 과정에서 플레이어는 더러운 바닥, 칼, 애완동물과 같은 위험을 피해야 한다.
아이 엠 브래드는 출시 후 엇갈린 평가를 받았으며 일부는 독특하고 유머러스한 전제와 도전적인 게임 플레이를 칭찬하는 반면 다른 일부는 컨트롤과 반복적 특성을 비판했다.
속편 아이 엠 피시(I Am Fish)는 2021년에 출시되었다.

## 게임플레이
아이 엠 브래드에서는 플레이어가 빵 한 조각을 제어할 수 있다. 각 레벨의 목표는 빵을 토스트로 바꾸는 것이다. 토스트가 되기 전에 빵이 특정 물체(예: 바닥, 물, 개미)에 닿으면 빵이 더러워지고 "식용성" 측정기가 내려간다. 빵을 제어하려면 플레이어는 화살표 키나 아날로그 스틱을 사용해야 한다. 레벨은 일주일 중 7일을 기준으로 한다.
여러 확장팩에는 플레이어가 방에 있는 깨지기 쉬운 물건을 파괴하기 위해 몸을 굽힌 바게트, 방 주위를 질주하는 베이글, 치즈 조각을 찾아서 붙게 하는 깨지기 쉬운 크래커로 플레이하는 등 다양한 기능이 추가되었다. 표면에 반복적인 충격으로 인한 분해를 피하면서. 또한 플레이어가 무중력 상태에서 또는 스타치워즈(Starch Wars)라는 스타워즈 패러디에서 베이커리 제품으로 만든 다양한 전투기와 선박을 상대하는 "빵 전투기"로 플레이하는 두 개의 다른 레벨이 추가되었다. 또 다른 보너스 레벨에는 팀 포트리스 2의 헤비 세트가 잠들어 있는 방 안의 냉장고에 있는 미완성 샌드위치를 찾아 완성하려는 빵 조각이 있다.

## 평가
| 평가 |                                                     |
| --- | --------------------------------------------------- |
| 통합 점수 통합사 점수 메타크리틱 (PC) 60/100 [ 1 ] (XONE) 59/100 [ 2 ] (iOS) 58/100 [ 3 ] (PS4) 51/100 [ 4 ] 평론 점수 평론사 점수 게임스팟 5/10 [ 5 ] IGN 7.2/10 [ 6 ] PC 게이머 (US) 58/100 [ 7 ] Hardcore Gamer 2/5 [ 8 ] |                                                     |
| 통합 점수 |                                                     |
| 통합사 | 점수                                                |
| 메타크리틱 | (PC) 60/100 (XONE) 59/100 (iOS) 58/100 (PS4) 51/100 |
| 평론 점수 |                                                     |
| 평론사 | 점수                                                |
| 게임스팟 | 5/10                                                |
| IGN | 7.2/10                                              |
| PC 게이머 (US) | 58/100                                              |
| Hardcore Gamer | 2/5                                                 |